# Makhuwa
El makhuwa, emakhuwa (també makua i macua) és la principal de les llengües bantus del nord de Moçambic. És parlada pels 8 milions de macua, que viuen al nord del riu Zambezi, particularment a la província de Nampula. És la llengua indígena més parlada a Moçambic. A la província de Nampula pràcticament ni hi ha cap altre grup ètnic. i també és parlat a Cabo Delgado i Zambézia. També és parlada a la República del Congo al districte de Makoua.

## Característiques
A part dels idiomes del mateix grup, eMakhuwa es distingeix de les altres llengües bantus per la pèrdua dels prefixos consonant + vocal a favor de e- - Comparar epula, "pluja", amb tswana pula.
Les vocals llargues i curtes s'utilitzen per  i, i, a, o, o, que és inusualment escassa per a una llengua bantu:
- omala - acabar
- omaala - enganxar, pal
- omela - brollar, brot
- omeela - repartir

Les consonants són més complexes: existeixen les postalveolars tt i tth i s'usen tan p com ph. També existeixen x ("sh") i h mentre que x varia amb s. Regionalment, també hi ha θ (la "th" de l'anglès "thorn"), ð (la "th" de l'anglès "seethe"), z i ng. En eLomwe, en canvi, la -tt- d'eMakhuwa és representada per una "ch" com l'anglès "church".
El makhuwa és molt relacionat amb el lomwe.

## Varietats
Maho (2009) considerà els següents dialectes (les dades són de The Joshua Project):
- Makhuwa central, 4.057.000 persones[4]
- Makhuwa-Meetto (inclòs el ruvuma), 1.149.000 a Moçambic, 603.000 a Tanzània i 17.000 a Zimbabwe[5]
- Makhuwa-Shirima, 911.000 persones[6]
- Makhuwa-Marrevone (costaner) 682.000 persones[7]
- Makhuwa-nahara, unes 338.000 persones
- Makhuwa-Saka, 312.000 persones[8]
- Ruvuma Makhuwa (Tanzània, inclosos els subdialectes Imithupi, Ikorovere)

els noms dels dialectes varien segons les fonts. La variant distintiva o shibboleth en els dialectes és el tractment de la s:
- Dialecte eSamgagi: odhiva
- Dialecte eSangagi: θtiva
- Dialecte eSaaka: ociva
- Dialecte eNahara: oziva -tots volen dir "agradable"[2]

La intel·ligibilitat mútua entre els dialectes és limitada. El Makhuwa central ("Makhuwa-Makhuwana") és la base de la llengua estandard. Ethnologue nomena Central Makhuwa, Meetto–Ruvuma, Marrevone–Enahara, i Esaka com a llengües separades, i Chirima com a sis llengües.

## Lectura en eMakhuwa
Muluku Onnalavuliha Àn'awe - Ipantte sikosolasiwe sa Biblia ("Deu parla al seu fill" - extractes de les Escriptures per a nens) Ajuda per a l'Església. Edição em Macúa / eMakhuwa) Editorial Verbo Divino, Estella, Navarra, 1997.